# Mule Acatolli di Piandavello
Mule Acatolli di Piandavello – kapitan regent San Marino około 1325 roku wraz z Ser Bonannim Notaio.